# Baidu Maps
Baidu Maps (tiếng Trung: 百度地图 ) hay còn gọi là Bản đồ Baidu  là một dịch vụ lập bản đồ web do Baidu, phát triển Nó cung cấp hình ảnh vệ tinh, chụp ảnh từ trên không, bản đồ đường phố, chế độ xem toàn cảnh tương tác 360  °
Baidu Maps chỉ có sẵn bằng tiếng Trung và trước năm 2016, Nó chỉ cung cấp bản đồ của Trung Quốc đại lục, Hồng Kông, Ma Cao và Đài Loan.Đồng thời Baidu Maps cũng cung cấp bản đồ cho nhiều quốc gia khác.Baidu maps sử dụng dữ liệu bản đồ được cung cấp bởi NavInfo, MapKing, LocalKing và OpenStreetMap.
Vào năm 2016, Baidu Maps có hơn 348 triệu người dùng sử dụng hàng tháng

## Lịch sử

### Trước năm 2013
- Ngày 30 tháng 9 năm 2005, Baidu đã ra mắt Bản đồ Baidu rất giống với bản đồ của Google Map.[5] Vào cuối năm 2006, Baidu Maps của Trung Quốc vẫn còn đang trong giai đoạn thử nghiệm.
- Ngày 26 tháng 8 năm 2010, Baidu Maps Đã ra mắt tính năng Bản đồ 3D[6].Tháng 9 năm 2011, Baidu Maps đã đi vào hoạt động chính thức[7].[8]

### Năm 2013
- Ngày 21 tháng 8 năm 2013, Baidu Maps đã ra mắt bản đồ toàn cảnh.[9][10]
- Tháng 11 năm 2013, Baidu Panorama của Baidu Maps đã được nâng cấp lên toàn cảnh laser bằng cách giới thiệu công nghệ đám mây điểm laser.[11][12]

### Năm 2014
- Ngày 29 tháng 1 năm 2014, Baidu Maps đã phát hành chức năng bản đồ nhiệt.[13] Tháng 3 năm 2014, Baidu Maps đã giới thiệu tính năng cảnh báo khói mù.[14][15]
- Ngày 15 tháng 12 năm 2014, Baidu Maps thông báo rằng họ sẽ hợp tác với Nokia,[16]Baidu Maps sẽ sử dụng dữ liệu được cung cấp bởi Here Maps của Nokia bên ngoài Trung Quốc đại lục. Cùng ngày, Baidu Maps thông báo ra mắt bản đồ cho Hồng Kông, Ma Cao và Đài Loan.Sau khi phiên bản v7.7 của Baidu Maps dành cho thiết bị di động được cập nhật, có chi tiết về các đảo chính và các đảo xa của Đài Loan, Trung Hoa Dân Quốc.[17][18]

### Năm 2016
- Vào đêm trước lễ hội mùa xuân năm 2016, Baidu Maps đã ra mắt bản đồ cho 3 quốc gia: Nhật Bản, Hàn Quốc, Thái Lan.[19]
- Ttháng 4 năm 2016, Baidu Maps đã phát hành bản đồ tại 11 khu vực không phải ở Trung Quốc đại lục là:Úc, New Zealand, Malaysia, Philippines, Indonesia, Brunei, Việt Nam, Maldives, Sri Lanka, Ấn Độ và Nepal.[19]
- Tháng 6 năm 2016, Baidu Maps có kế hoạch bao phủ bản đồ hơn 150 quốc gia vào cuối năm 2016.[20]

## Các quốc gia và vùng lãnh thổ được hỗ trợ

### Trung Quốc đại lục
- Trung Quốc
- Hồng Kông
- Ma Cao

### Bên Ngoài Trung Quốc đại lục
- Afghanistan
- Argentina
- Australia
- Belgium
- Bolivia
- Brazil
- Brunei
- Campuchia
- Canada
- Chile
- Colombia
- Cuba
- Ecuador
- Egypt
- Finland
- France
- French Guiana
- Germany
- Guyana
- Ấn Độ
- Indonesia
- Israel
- Italy
- Nhật Bản
- Lào
- Malaysia
- Maldives
- Mauritius
- Mexico
- Morocco
- Myanmar
- Nepal
- Netherlands
- New Zealand
- Nicaragua
- Panama
- Philippines
- Portugal
- Russia
- Serbia
- Singapore
- Solomon islands
- South Africa
- Hàn Quốc
- Spain
- Sri Lanka
- Suriname
- Switzerland
- Taiwan
- Thái Lan
- Ukraine
- United Arab Emirates
- United States
- Uruguay
- Venezuela
- Việt Nam

## Chế Độ xem phố
| Cấp tỉnh                | Thành phố |
| ----------------------- | --- |
| Beijing                 | Beijing |
| Shanghai                | Shanghai |
| Tianjin                 | Tianjin |
| Chongqing               | Chongqing |
| Liaoning                | Shenyang, Liaoyang, Dalian, Fushun, Panjin, Jinzhou, Chaoyang, Dandong, Yingkou |
| Jilin                   | Changchun, Jilin City, Tonghua, Yanbian Korean Autonomous Prefecture, Songyuan, Baicheng |
| Heilongjiang            | Harbin, Daqing, Qiqihar, Mudanjiang, Jiamusi |
| Shanxi                  | Taiyuan, Jinzhong, Shuozhou, Xinzhou, Lüliang, Yangquan, Linfen, Changzhi, Yuncheng |
| Shandong                | Jinan, Qingdao, Tai'an, Weifang, Rizhao, Weihai, Jining, Yantai, Dongying, Binzhou, Liaocheng |
| Anhui                   | Hefei, Wuhu, Huangshan City, Lu'an |
| Jiangsu                 | Nanjing, Suzhou, Wuxi, Yangzhou, Changzhou, Xuzhou, Lianyungang, Yancheng, Huai'an, Nantong, Zhenjiang, Suqian |
| Zhejiang                | Hangzhou, Jiaxing, Ningbo, Huzhou, Shaoxing, Zhoushan, Lishui, Taizhou, Quzhou |
| Hebei                   | Shijiazhuang, Baoding, Langfang, Qinhuangdao, Chengde, Tangshan, Zhangjiakou |
| Henan                   | Zhengzhou, Kaifeng, Anyang, Xinxiang, Luoyang, Shangqiu, Xuchang, Pingdingshan, Zhoukou, Zhumadian, Xinyang, Jiaozuo |
| Hubei                   | Xiangyang, Jingmen, Jingzhou, Shiyan, Suizhou, Huangshi |
| Hunan                   | Changsha, Zhangjiajie, Xiangxi Tujia and Miao Autonomous Prefecture |
| Jiangxi                 | Nanchang, Jiujiang, Jingdezhen, Ji'an, Shangrao |
| Fujian                  | Fuzhou, Xiamen, Quanzhou, Putian, Zhangzhou, Nanping |
| Guangdong               | Guangzhou, Shenzhen, Dongguan, Qingyuan, Jiangmen, Zhongshan, Zhuhai, Zhanjiang, Foshan, Shantou, Shanwei, Jieyang |
| Guangxi                 | Liuzhou, Guilin, Beihai, Qinzhou, Fangchenggang, Yulin, Guangxi, Guigang, Chongzuo, Baise |
| Hainan                  | Haikou, Sanya, Danzhou, Wenchang, Tunchang County, Qionghai, Wanning, Lingshui Li Autonomous County, Wuzhishan City, Dongfang, Hainan, Ding'an County, Chengmai County, Lingao County, Changjiang Li Autonomous County, Ledong Li Autonomous County, Qiongzhong Li and Miao Autonomous County, Baoting Li and Miao Autonomous County |
| Inner Mongolia          | Hohhot, Hulunbuir, Ordos City, Baotou, Hinggan League, Chifeng, Tongliao |
| Ningxia                 | Yinchuan, Wuzhong, Zhongwei |
| Gansu                   | Lanzhou, Jiuquan, Zhangye, Jiayuguan City, Qingyang, Pingliang, Tianshui, Wuwei |
| Qinghai                 | Xining, Golmud, Yushu Tibetan Autonomous Prefecture, Haibei Tibetan Autonomous Prefecture, Hainan Tibetan Autonomous Prefecture |
| Shaanxi                 | Xi'an, Yulin, Baoji, Yan'an, Xianyang, Hanzhong |
| Yunnan                  | Kunming |
| Tibet Autonomous Region | Lhasa (prefecture-level city), Shigatse, Nagqu Prefecture, Lhoka (Shannan) Prefecture |
| Xinjiang                | Aksu, Kashgar, Turpan, Hotan Prefecture |
| Hong Kong               | Hong Kong |
| Ma Cao                  | Ma Cao |